# Ernst Guggenheimer
Ernst Guggenheimer (* 27. Juli 1880 in Stuttgart; † 12. September 1973 ebenda) war ein deutsch-jüdischer Architekt.

## Leben
Guggenheimer legte das Abitur an der Friedrich-Eugens-Realanstalt in Stuttgart ab. Von 1898 bis 1902 studierte er Architektur an der Technischen Hochschule Stuttgart. 1909 wurde er nach dem bestandenen 2. Staatsexamen zum Regierungsbaumeister (Assessor im öffentlichen Bauwesen) ernannt.
Ab 1909 arbeitete Ernst Guggenheimer als selbstständiger Architekt in Bürogemeinschaft mit dem Schweizer Oskar Bloch in Stuttgart. Im Ersten Weltkrieg diente er von 1915 bis 1918 freiwillig als Grenadier und Luftbildauswerter. 1919 heiratete er die Protestantin Frieda Wilhelmine Schaper aus Neubreisach, beide hatten zwei Söhne: Walter (* 22.11.1925 in Stuttgart, † 25.11.2014 in Oakland/USA) und Werner (* 31. Dezember 1927).
Im November 1934 wurde Guggenheimers Antrag auf Aufnahme in die neu gebildete Reichskulturkammer abgelehnt, wodurch er nicht mehr als selbstständiger Architekt arbeiten konnte. Er verkaufte sein Haus und siedelte sich 1934/1935 vorübergehend in Buoch / Remshalden an. Seit 1937 wurde er nicht mehr mit der Berufsbezeichnung „Architekt“ im Stuttgarter Adressbuch geführt, sondern als „Inhaber des väterlichen Geschäfts“ in der Calwer Straße 33.
Nach dem Novemberpogrom 1938 musste Guggenheimer am Zwangsabriss der ausgebrannten Alten Synagoge mitarbeiten. 1939 erfolgte die offizielle Aufhebung der „legalisierten Mischehe“ mit seiner Frau Frieda Wilhelmine. Ab 1942 war er als Hilfsarbeiter und Friedhofsgärtner tätig. Die Shoa überlebte Guggenheimer im Untergrund in Deutschland. Nach 1945 wagte er die Neugründung des Architekturbüros in der Calwer Straße 33. Ab 1946 war er in zweiter Ehe mit der Protestantin Susanne Peter verheiratet.
Guggenheimer war 1946 Mitglied der Verfassunggebenden Landesversammlung für Württemberg-Baden und arbeitete zeitgleich wieder als Architekt. In der Nachkriegszeit entwarf er den Neubau für Synagoge und Gemeindezentrum Hospitalstraße in Stuttgart-Mitte. Von 1954 bis 1956 arbeitete er in Partnerschaft mit dem Architekten Voigt. 1957 gab er das Büro auf. 1959 wurde er Titularprofessor der Technischen Hochschule Stuttgart.

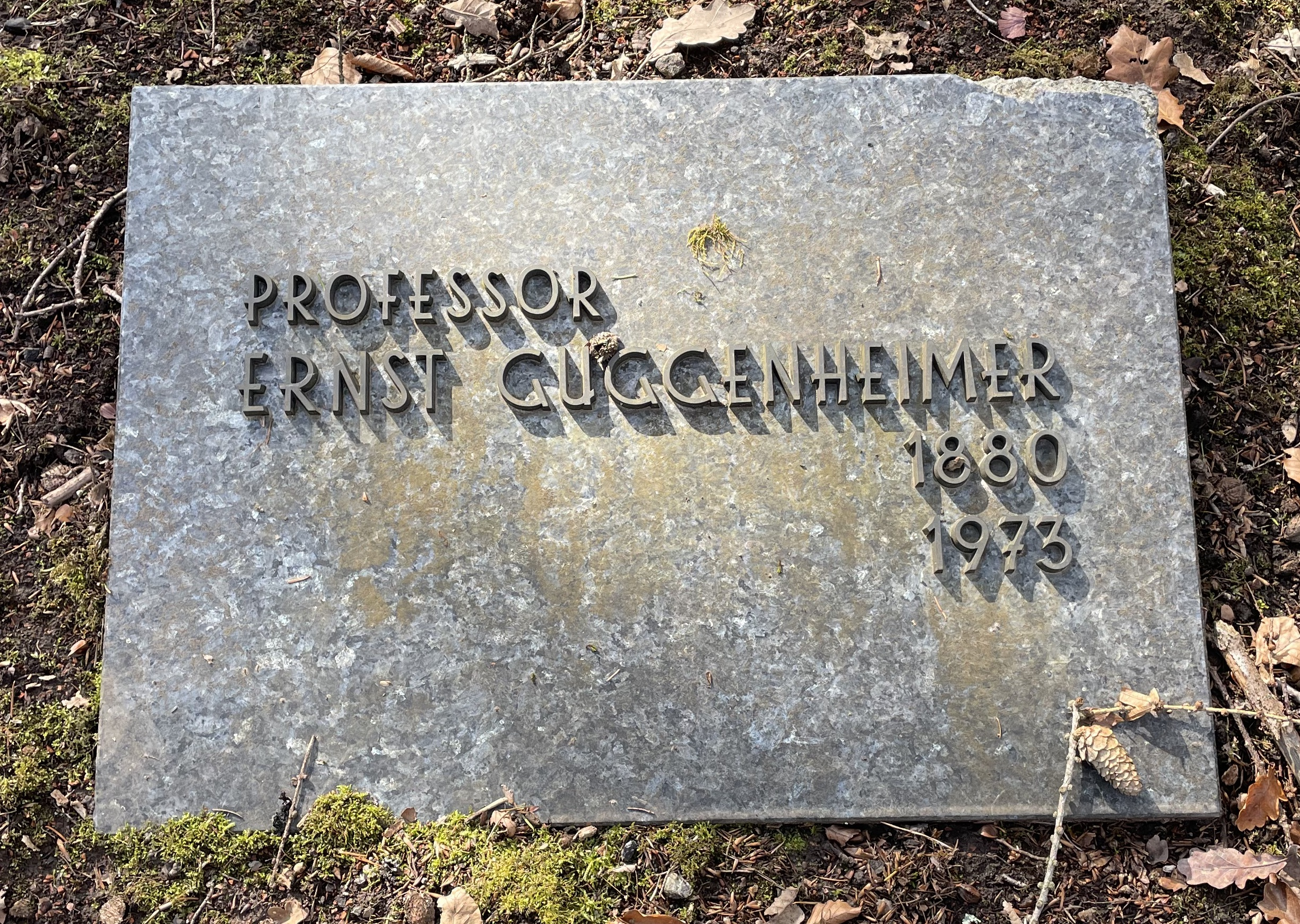
Grabstein für Ernst Guggenheimer auf dem Waldfriedhof Stuttgart

Er wurde auf dem Stuttgarter Waldfriedhof begraben. Seine Grabstelle wird von der Stadt Stuttgart erhalten in Abteilung 18.

## Bauten und Entwürfe

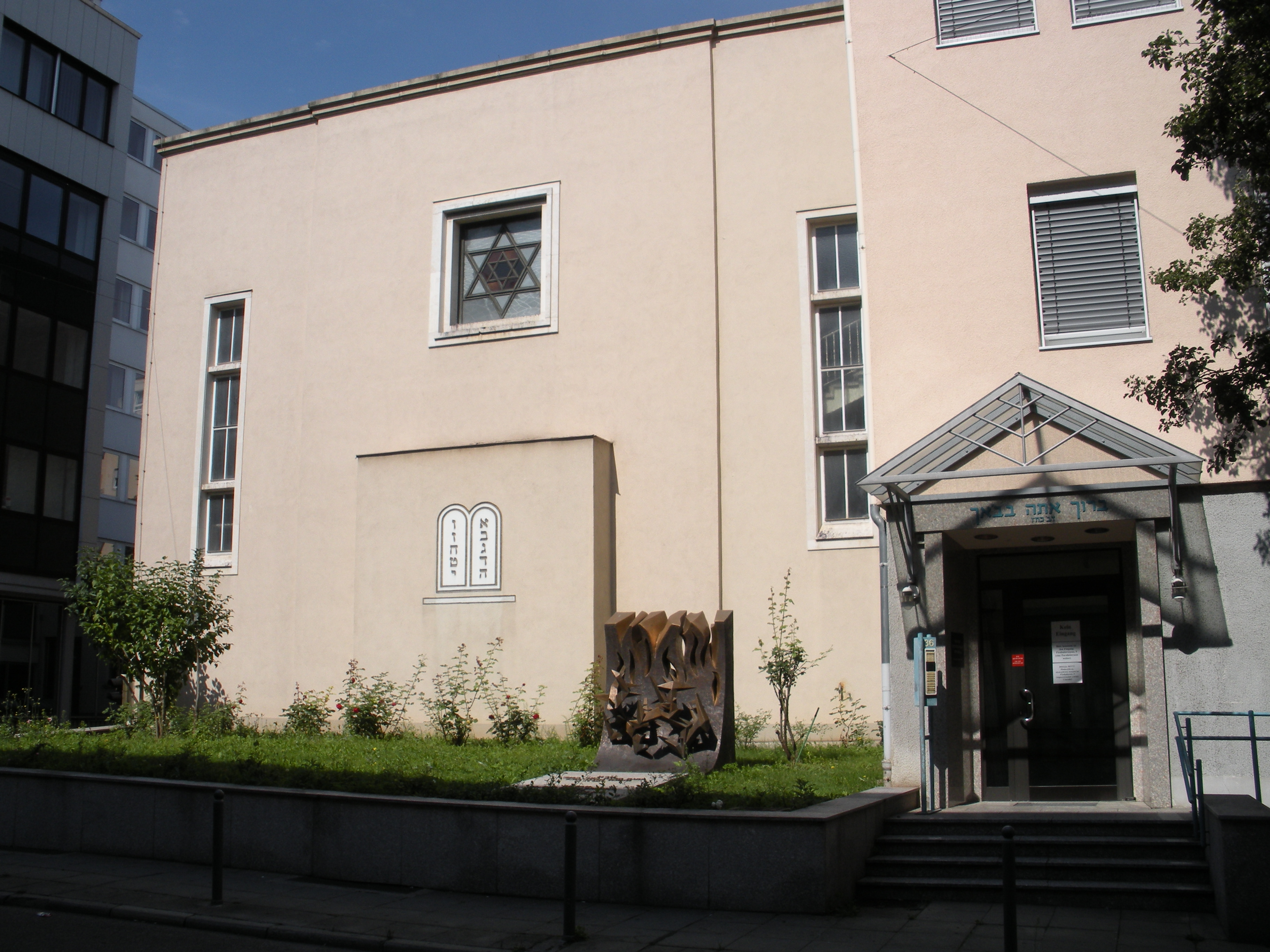
Synagoge und Gemeindezentrum Hospitalstraße (Foto 2008)

- 1910: Haus Krieg / Kittler in Stuttgart-Nord
- 1912–1913: Jüdisches Waisenhaus Wilhelmspflege in Esslingen
- 1913–1914: Jüdisches Schwesternheim in Stuttgart
- 1915–1917: Villa A. Levi in Stuttgart-Nord
- 1925: Denkmal für die jüdischen Gefallenen des Ersten Weltkriegs auf dem Pragfriedhof in Stuttgart-Nord
- 1925–1926: Umbau einer Fabrik zur Synagoge in Schwäbisch Gmünd
- 1927–1928: Villa Oppenheimer in Stuttgart-Ost
- 1928: Umbau der Synagoge am Weinhof in Ulm
- 1928–1929: Haus Frankenstein in Stuttgart-Ost
- 1928–1929: Erweiterung der Siedlung Eiernest in Stuttgart, Karl-Kloß-Straße[3]
- 1930–1933: Ensemble von sieben Wohnhäusern "Klein-Palästina" unter der Doggenburg in Stuttgart-Nord
- 1936: Umbau des Hauses Paul Goldschmidt (erbaut 1911 von Albert Eitel) zum jüdischen Altenheim, Heidehofstraße in Stuttgart-Ost
- 1936–1937: Erweiterung des Altenheims Wilhelmsruhe (erbaut 1907 von Heim & Früh) in Heilbronn-Sontheim
- 1951–1952: Synagoge und Gemeindezentrum Hospitalstraße in Stuttgart
- 1955: Wohnhaus M. Weber in Stuttgart-Nord
- 1955: Schulbau und Wohnheim des Staatlichen Waisenheims in Esslingen

## Besitzgeschichte
Das Gebäude Hauptmannsreute 88 wurde 1930 als erstes der Hausgruppe der Kolonie "Klein Palästina" für den jüdischen Fabrikanten Simon Krautkopf Mechanische Strick- und Wirkwarenfabrik gebaut. Er musste sein Haus nach der Machtergreifung verkaufen und in die USA emigrieren. Er erhielt das Haus nach dem Krieg zurück. Seine Fabrik stand unmittelbar neben dem Verlag Herold-Bücher der Brüder Erich und Richard Levy in der Rosenbergstraße, Stuttgart. Die Brüder Levy – seit 1929 amtlich Lenk – waren in der Kolonie "Klein Palästina" unmittelbare Nachbarn Krautkopfs. Auch sie mussten emigrieren und ihre Häuser verkaufen. Die Tochter Olga Levy Drucker hat ihre Erinnerungen an die Zeit in der Cäsar-Fleischlen-Straße und die Umstände des Verlusts literarisch in "Kindertransport-Allein auf der Flucht", 1995 festgehalten.